# PalaLottomatica
El PalaLottomatica, anteriormente conocido como PalaEUR y también simplemente como Palazzo dello Sport, es un estadio cubierto de estilo racionalista, construido en el barrio del EUR en Roma con motivo de los vigesimoséptimos juegos olímpicos de 1960.

## Historia
El edificio fue encargado al arquitecto Pier Luigi Nervi, en colaboración con Marcello Piacentini. El proyecto se inició en 1956, siendo construido entre 1958 y 1960. El estadio se conocería por el nombre de PalaEUR, debido a su ubicación en el barrio romano del mismo nombre. Entre los años 1999 y 2003, el edificio fue remodelado por el arquitecto Massimiliano Fuksas, pasando a ser el estadio de un equipo de baloncesto romano patrocinado por la empresa de apuestas Lottomatica. Por este motivo, el estadio fue rebautizado con el nombre de Palatottomática.
Además de la competición olímpica de baloncesto de 1960, en este estadio se han celebrado diversos eventos deportivos internacionales, entre los que destacan los torneos entre equipos NBA y FIBA de los años 1989 y 2006, y el Eurobasket de 1991. También, debido a su buena acústica y gran capacidad, es sede de numerosos conciertos musicales (Pink Floyd en el 1971, Elton Jonh en 1973 y 2003, Bob Dylan en 1984, Tina Turner en 1990, Bruce Springsteen en 2005, Guns N' Roses en 2010 y un largo etcétera).

## Construcción
El estadio es una gigantesca cúpula de 100 m de diámetro, construida con una fina lámina plegada de hormigón armado, apoyada en 48 soportes inclinados.
En el perímetro de la cúpula, y compensando el esfuerzo de los pilares de soporte, se dispone un cilindro acristalado que alberga las circulaciones exteriores.
Al igual que en el Panteón, la iluminación se realiza por un hueco circular central, protegido por una pequeña linterna.

## Características
El estadio tiene capacidad para 11 500 espectadores, y posee un comedor para 300 personas, una zona de exposiciones, y una terraza panorámica al EUR de 2700 m².